# Nationalversammlung (St. Kitts und Nevis)
Die Nationalversammlung von St. Kitts und Nevis besteht aus gewählten Mitgliedern, den Repräsentanten (engl. Representatives), sowie ernannten Mitgliedern, den Senatoren.

## Organisation
Die karibische Inselföderation St. Kitts und Nevis ist seit 1983 unabhängig, Staatsoberhaupt ist jedoch weiterhin der Britische König Charles III. und der Staat ist im Commonwealth Realm.
Zurzeit werden auf St. Kitts 8 und auf Nevis 3 Repräsentanten nach dem Mehrheitswahlrecht in Einerwahlkreisen gewählt. Die Senatoren (mindestens 3, höchstens zwei Drittel der Anzahl der Repräsentanten) werden vom Generalgouverneur ernannt, und zwar zu einem Drittel auf Vorschlag des Oppositionsführers (Leader of the Opposition) und zu zwei Dritteln auf Vorschlag des Premierministers. Außerdem ist der Generalstaatsanwalt (Attorney General), wenn er nicht ohnehin Senator oder Repräsentant ist, Senator qua Amt.
Die Nationalversammlung wählt sich einen Präsidenten (Speaker) – seit dem 24. April 2008 ist dies Curtis Martin – sowie einen Vizepräsidenten (Deputy Speaker) – zurzeit Richard Oliver Skerritt. Wird jemand zum Präsidenten gewählt, der nicht Mitglied der Nationalversammlung ist, erhöht sich die Zahl der Mitglieder nochmals um einen.

## Wahlergebnisse
Die letzte Wahl fand am 16. Februar 2015 statt. Hierbei verlor die bisher seit 20 Jahren regierende SKNLP 2 Sitze und wurde von einer Koalition aus PAM, CCM und PLP abgelöst. Die PLP stellt seither mit Timothy Harris den Premierminister.

Wahl 2015:
PAM (4)
CCM (2)
PLP (1)
SKNLP (3)
NRP (1)
Senatoren (3)
Ex officio (1)

| Wahldatum | Sitze | Sitze nach Parteien | Sitze nach Parteien | Sitze nach Parteien | Sitze nach Parteien | Sitze nach Parteien | Sitze nach Parteien | Sitze nach Parteien | Legislatur             |
| Wahldatum | Sitze | SKNLP               | PAM                 | CCM                 | PLP                 | NRP                 | Senatoren           | Ex-Officio          | Legislatur             |
| --------- | ----- | ------------------- | ------------------- | ------------------- | ------------------- | ------------------- | ------------------- | ------------------- | ---------------------- |
| 2000      | 15    | 8                   | 0                   | 2                   | —                   | 1                   | 3                   | 1                   | 5. Nationalversammlung |
| 2004      | 15    | 7                   | 1                   | 2                   | —                   | 1                   | 3                   | 1                   | 6. Nationalversammlung |
| 2010      | 15    | 6                   | 2                   | 2                   | —                   | 1                   | 3                   | 1                   | 7. Nationalversammlung |
| 2015      | 15    | 3                   | 4                   | 2                   | 1                   | 1                   | 3                   | 1                   | 8. Nationalversammlung |

## Sitz

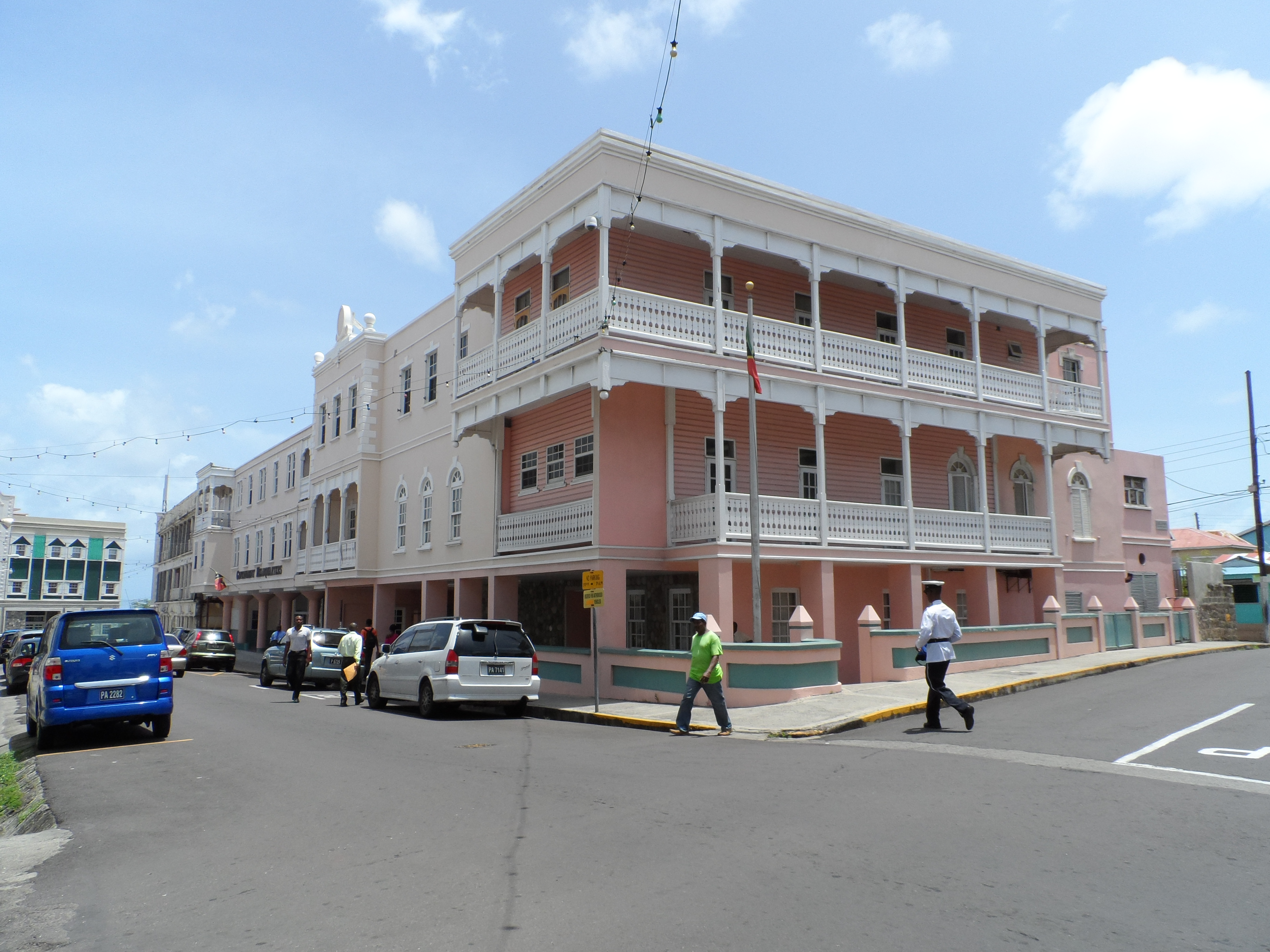
Regierungsgebäude in Basseterre auf St. Kitts

Das Parlament hat seinen Sitz in einem Gebäude in Basseterre auf St. Kitts.